# Can Blanquera
Can Blanquera és una obra casa desapareguda d'Amer (Selva) que estava inclosa a l'Inventari del Patrimoni Arquitectònic de Catalunya.

## Descripció
En l'actualitat s'estan duent a terme les pertinents obres de construcció de l'edifici.
Unes obres que ja deixen entreveure, vagament, tant l'esquelet com la projecció estructural i formal de l'edifici: immoble de tres plantes cobert amb una teulada a dues aigües de vessants façana. Està ubicat al costat esquerre del Passeig del Firal, però simultàniament fa cantonada a la dreta amb el carrer de les Guilleries.
Tanmateix l'edifici actual no difereix gaire del seu predecessor. I és que contemplant fotografies antigues com ara la de la fitxa del Servei de Patrimoni de l'any 1985 (Vegeu fitxa del Servei de Patrimoni núm. 26.480) observem que l'edifici antic constava de tres plantes i estava cobert amb una teulada a dues aigües de vessants a façana. La façana principal era la que donava al Passeig del Firal hi tenia tres crugies. La planta baixa constava de dues obertures, com eren el portal quadrangular d'accés amb llinda i muntants de pedra ben treballats i escairats i una petita finestra lateral.
El primer i segon pis estaven resolts partint del mateix esquema formal, que consistia en l'aplicació de tres obertures rectangulars per pis, respectivament, projectades com a balconades amb les seves baranes de ferro forjat. Tan sols diferien en un aspecte i era en la mida sensiblement major de les obertures del primer pis.
La façana lateral que donava al carrer de les Guilleries, no estava arrebossada sinó que quedava a la vista totes les pedres fragmentades i els còdols de riu manipulats a cops de martell i lligades amb morter de calç.
Ara bé en un moment històric determinat, que de ben segur es tractaria a principis de segle, es va procedir a esfondrar l'edifici primigeni i a construir un nou immoble, l'esquelet del qual és el que podem contemplar avui en dia.
Contemplant la fotografia del Servei de Patrimoni, s'observa a simple vista que l'antic Can Blanquera compartia unes grans similituds estructurals, formals i compositives amb dos habitatges del passeig del Firal, com són Ca l'Oriol i l'habitatge al número 25. Els tres compartien trets com ara: les cobertes a dues aigües de vessants a façana; l'estructuració formal de les façanes - en el cas de Ca l'Oriol i el núm. 25 dues crugies i en el cas de Can Blanquera tres-; similitud d'obertures; la planimetria rectangular, els tres contemplaven tres plantes.